# Hansjörg Schellenberger
Hansjörg Schellenberger (Monaco di Baviera, 13 febbraio 1948) è un oboista tedesco.

## Biografia
Schellenberger è cresciuto a Saal an der Donau, vicino a Ratisbona, dove ha conseguito il suo bakkalaureus (equivalente all'esame di maturità) nel 1967.
A soli sei anni d'età suonava già il flauto dolce; a tredici iniziò a prendere lezioni di oboe.
Nel 1965, vinse il concorso della Jugend musiziert.
Dal 1967 si concentrò sullo studio dell'oboe e della direzione d'orchestra alla Musikhochschule di Monaco, così come della matematica e dell'informatica all'Università Tecnica di Monaco.
Schellenberger è fondatore dell'ensemble Musik unserer Zeit (musica del nostro tempo), che gli ha permesso di familiarizzare con la musica contemporanea.
Nel 1971, un anno dopo aver concluso gli studi, entrò nell'Orchestra sinfonica della Radio di Colonia come oboe solista sostituto; dal 1975 ha occupato tale posizione come titolare.
Ha suonato regolarmente con l'Orchestra Filarmonica di Berlino durante il 1977 sotto la direzione di Herbert von Karajan. Non più di tre anni dopo, nel 1980, è stato nominato oboe solista della prestigiosa orchestra berlinese.
Per lunghi anni si è occupato anche di direzione d'orchestra.
Schellenberger ha insegnato alla Scuola superiore delle Arti dal 1981 al 1991. Inoltre, si è dimostrato sempre più attivo come solista e nell'ambito della musica da camera. È stato membro dei Bläser der Berliner Philharmoniker, dell'ensemble Wien-Berlin nonché fondatore e leader dell'insieme Haydn di Berlino.
Si è esibito in duo con il pianista Rudolf Koenen, il flautista Wolfgang Schulz e con l'arpista  Margit-Anna Süß. Solista molto apprezzato, ha suonato con parecchie orchestre sotto la guida di direttori famosi, come Claudio Abbado, Carlo Maria Giulini, Riccardo Muti,…
A Salisburgo esegue nel 1983 un concerto con i Berliner Kammermusik-Ensemble, nel 1984, 1986, 1988 e 1990 con l'Ensemble Wien-Berlin, nel 1987 con i Berliner Solisten con musiche di Mozart, nel 1988 con i Bläser der Berliner Philharmoniker, nel 1989 e 1991 con i Berliner Kammersolisten, nel 1995 il Concerto per oboe e orchestra, in re maggiore di Richard Strauss con i Berliner Philharmonisches Orchester diretto da Claudio Abbado, nel 1997 Konzert für Oboe und Orchester op. 105 (Uraufführung) di Helmut Eder e nel 1999 con l'Ensemble Wien, Maurizio Pollini ed il Quartetto Accardo.
Al Teatro alla Scala di Milano nel 1989 suona in concerto con I Solisti Filarmonici di Berlino e nel 1999 con l'Ensamble Wien-Berlin.
Schellenberger ha insegnato pure in Italia, tenendo lezioni di perfezionamento (Master Class) prima alla ‘'Scuola di Musica di Fiesole'’ (1986) e poi all'Accademia Chigiana di Siena (1989).
Dal 2001 è professore alla Escuela Superior de Música Reina Sofia.
Schellenberger ha registrato con Denon, DGG, Orfeo, Sony Classical e altre etichette. A metà degli anni 90 ha fondato il proprio marchio: Campanella-Musica.
Uno dei primi CD prodotti dalla propria casa discografica ha vinto il Premio del Disco (Schallplattenpreis) in Germania.
Da quando ha lasciato la Filarmonica di Berlino, nel 2001, Schellenberger si dedica alla direzione d'orchestra riscuotendo regolarmente successi sul piano internazionale.
Ha diretto molte orchestre, tra le quali l'Orchestra Santa Cecilia al Teatro alla Scala di Milano, l'Orchestra di Roma, l'Orchestra Sinfonica di Gerusalemme.
Schellenberger vive con la moglie e i cinque figli in Baviera.

## Premi
- 1971: Primo premio del concorso Musikhochschulen in Germania.
- 1972: Secondo premio del concorso internazionale delL'emittente televisiva ARD di Monaco.
- 1972: Premio d'incoraggiamento del Land della Baviera.
- 1995: Grammy-Award per la migliore performance di musica di camera in una prima registrazione discografica per l'album Beethoven Mozart, Quintets - Barenboim/Chicago-Berlin per la Erato - (Grammy Award for Best Chamber Music Performance).